# Ladies and Gentlemen We Are Floating in Space
Ladies and Gentlemen We Are Floating in Space è il terzo album in studio degli Spiritualized, pubblicato nel 1997 dalla Dedicated.

## Il disco
L'album prodotto da Jason Pierce, leader del gruppo, tranne che in due tracce ha visto la partecipazione di numerosi ospiti tra cui il Balanescu Quartet, il The London Community Gospel Choir e del musicista Dr. John. Fu composto subito dopo la rottura tra Jason Pierce e Kate Radley, tastierista che aveva sposato nel 1995 in segreto Richard Ashcroft dei Verve.
Il titolo è stato preso dal romanzo filosofico Il mondo di Sofia di Jostein Gaarder
La title track fa parte della colonna sonora di Vanilla Sky; in particolare la canzone si ascolta nella scena della festa di commemorazione per la morte di David.

## Confezione
L'album fu pubblicato nell'edizione originale in una confezione simile a una scatola di medicinali, con un blister all'interno contenente il disco e il libretto del CD stampato come un bugiardino.

## Critica
L'album è stato accolto molto favorevolmente dalla critica soprattutto britannica. Il NME lo ha eletto disco dell'anno 1997.

## Tracce

### Edizione originale
Le tracce sono state scritte tutte da Jason Pierce, tranne la prima che sfuma nel brano scritto da George David Weiss, Hugo Peretti, e Luigi Creatore portato al successo da Elvis Presley, Can't Help Falling in Love.
1. Ladies and Gentlemen We Are Floating in Space – 3:40
2. Come Together – 4:40
3. I Think I'm in Love – 8:09
4. All of My Thoughts – 4:36
5. Stay with Me – 5:08
6. Electricity – 3:46
7. Home of the Brave – 2:22
8. The Individual – 4:15
9. Broken Heart – 6:38
10. No God Only Religion – 4:21
11. Cool Waves – 5:05
12. Cop Shoot Cop… – 17:13

### Edizione 2009
Nel 2009 è stato ripubblicato in una versione deluxe che contiene, oltre all'album originale, 2 dischi di inediti e remix. Esiste anche un'edizione per collezionisti con la copertina con sfondo nero invece che bianco e dove ogni brano è stato inciso su un supporto diverso.